# Herb Oleśnicy
Herb Oleśnicy – jeden z symboli miasta Oleśnica w postaci herbu.

## Wygląd i symbolika
Herb (mały) przedstawia na czerwonym polu tarczy herbowej srebrnego orła, będącego symbolem świętego Jana Ewangelisty, z głowa zwrócona w prawo, z uniesionymi i rozwiniętymi skrzydłami. Głowa orła otoczona jest złotym nimbem. W szponach orła umieszczona jest złota wstęga z napisem „S+IOEVAN” (święty Jan Ewangelista).
W herbie wielkim nad tarczą z orłem świętego Jana Ewangelisty (małym herbem) umieszczony jest srebrno-złoty hełm z klejnotem herbowym w postaci złoto-srebrnej korony i srebrnego księżycowego sierpa ze srebrnym krzyżem pośrodku, umieszczonym na czarnym tle oraz osadzonymi na sierpie trzema wieżami blankowanymi o spiczastych dachach w kolorze bordowo – czarnym. Całość ozdobiona jest bordowymi labrami.

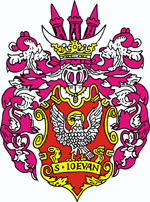
Herb wielki Oleśnicy
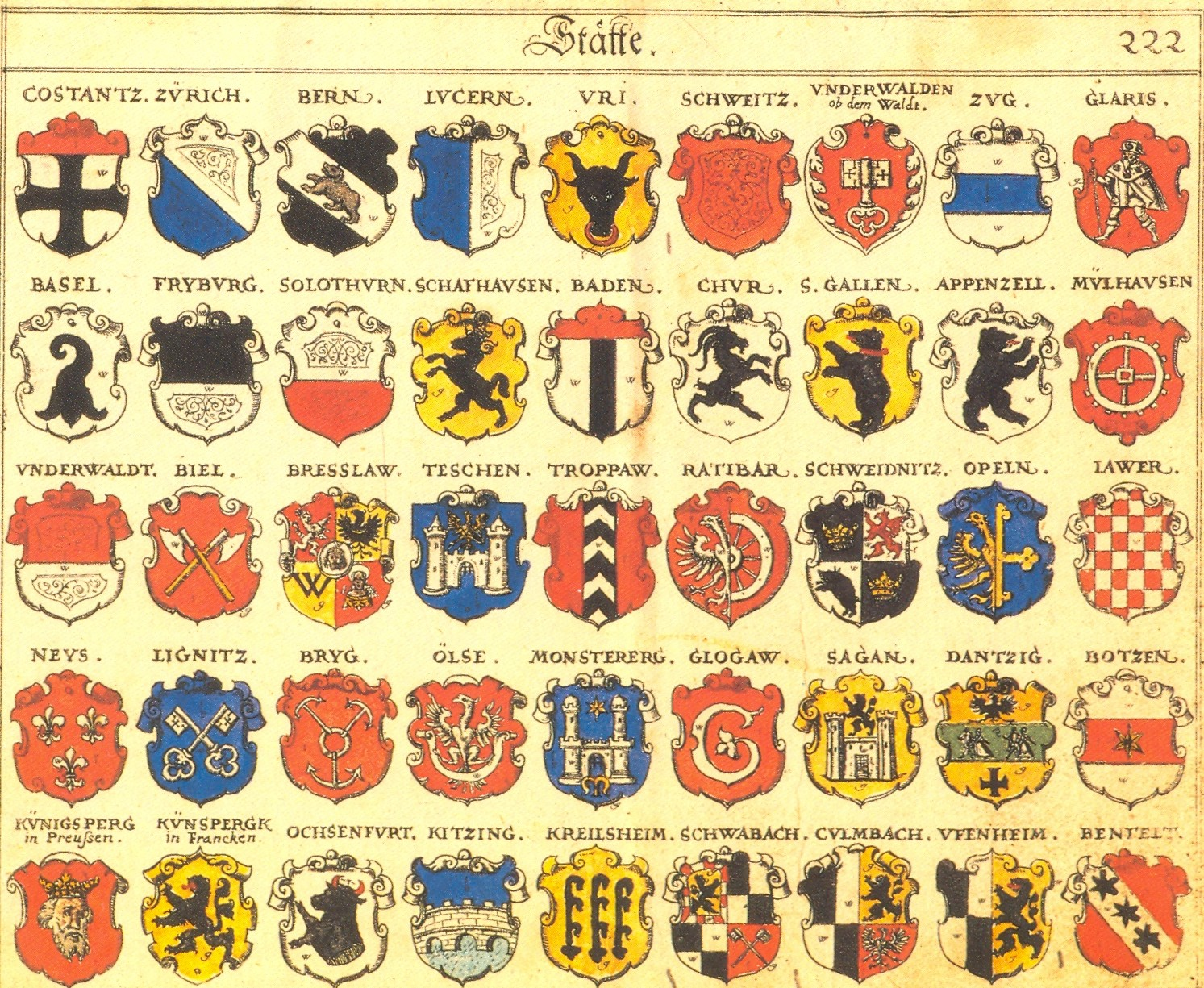
Herb Oleśnicy w herbiarzu Johanna Siebmachera (czwarty z lewej w czwartym rzędzie)